# 생태적 지위

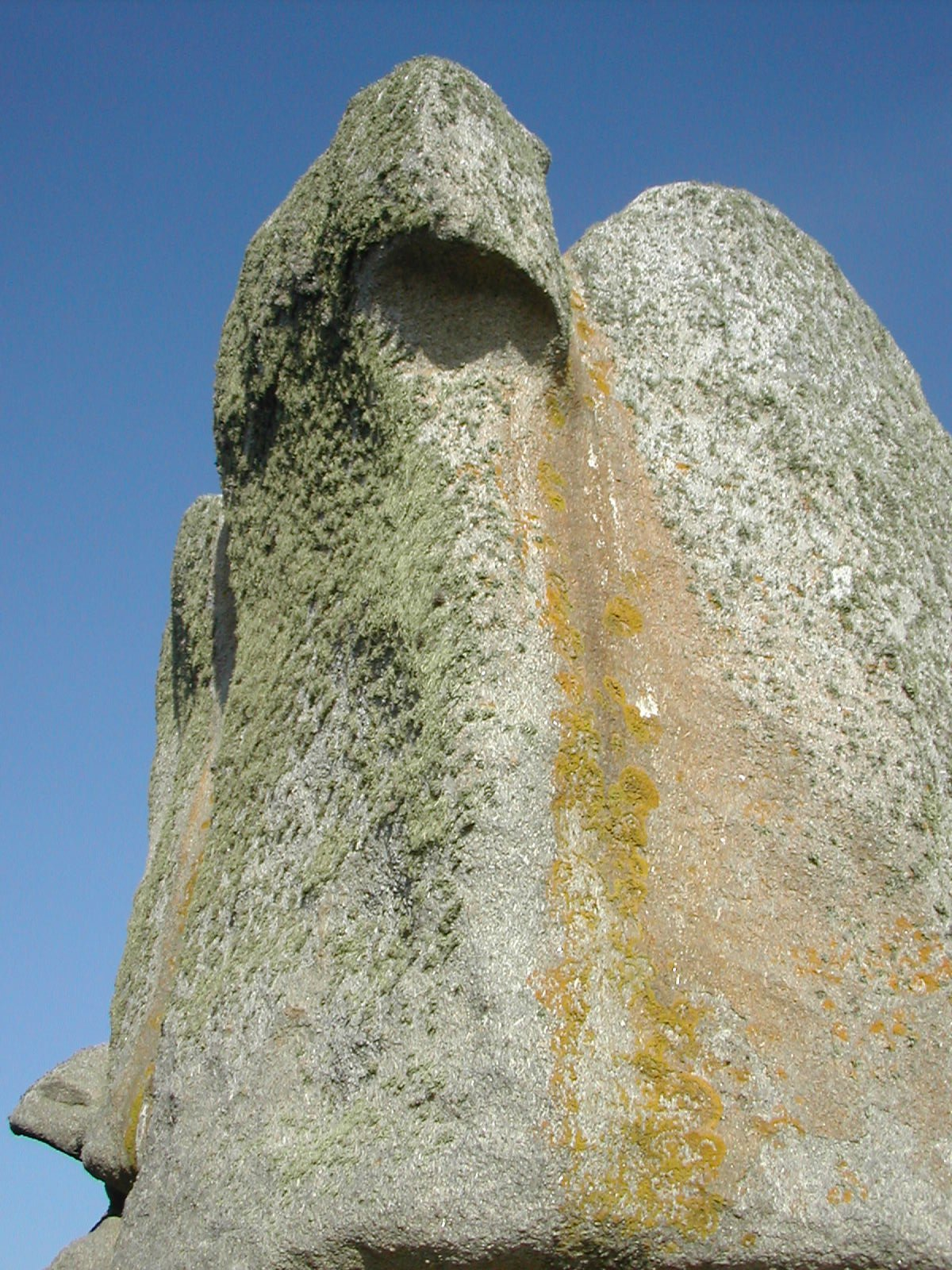
각기 다른 생태적 지위에 있는 두 뭉치의 이끼.

생태적 지위(生態的地位, niche, ecological niche) 또는 니치란 생태학 및 동물행동학에서 생태계의 종의 지위를 나타내는 용어이다. 생태계에서 종이 갖는 지위란, 어떤 생태계에서 그 생물이 어떻게 살아가는지를 가리킨다. 생태적 지위는 종이나 개체군이 어떻게 자원 분배와 경쟁에 반응하는지, 그리고 어떻게 같은 요인에서 달라지는지를 말한다.

## 생태적 지위의 다양한 정의

### Grinnell의 정의
미국의 박물학자 Grinnell(1917)은 생태적 지위를 공간적인 개념으로 정의하였는데, 어떤 종의 개체군이 유지될 수 있고 성공적으로 번식할 수 있는 서식지를 그 종의 생태적 지위라고 보았다. 그의 논문에서 예를 들면, 캘리포니아 개똥지빠귀(California Thrasher)의 생태적 지위는 캘리포니아의 관목림(차파렐)이라고 할 수 있다.

### Elton의 정의
영국의 동물학자 Elton은 공간적 개념보다 군집 내에서의 생물학적 위치에 중점을 두었는데, 어떤 군집의 먹이사슬 내에서 한 종이 속하는 위치와 역할을 생태적 지위로 정의하였다. 이를 영양지위(trophical niche)라 부르기도 하였다.

### Hutchinson의 정의
1957년 Hutchinson은 다차원 지위의 개념을 정립하였다. 이는 생물이 군집 내에서 갖는 역할이나 위치를 나타내는 데에는 매우 복합적인 요인들이 모두 고려되어야 한다는 것으로, 이는 먹이사슬에서의 위치, 온도, 빛, 수분 등 생물적 요소와 비생물적 요소를 모두 포함한다.

## 니치
니치(생태지위)의 분화는 경쟁가설에서 공간적으로도 확인할 수 있지만 시간적인 영역에서도 확인해볼 수 있다.